# Banco de Jamaica
El Banco de Jamaica es el banco central de Jamaica situado en Kingston. Fue establecido por el Ley del Banco de Jamaica de 1960 Archivado el 4 de marzo de 2016 en Wayback Machine. y fue inaugurado el 1 de mayo de 1961. Es responsable de la política monetaria de Jamaica bajo las instrucciones del Ministro de Finanzas.

## Historia
El Banco de Jamaica, establecido por la Ley del Banco de Jamaica (1960), inició sus operaciones en mayo de 1961, sucediendo al Sistema de convertibilidad que había estado en existencia desde 1939. La creación del Banco Central vino de la necesidad de una estructura financiera regulada de forma apropiada para fomentar el proceso de desarrollo, ya que Jamaica estaba a punto de embarcarse en el camino de la independencia política. 
El rol del Banco Central tuvo tendencia a ser reactiva ya que la institución se enfrentó a varios acontecimientos nacionales e internacionales. Sin embargo, en los últimos años, la implementación de la política monetaria se ha caracterizado por una postura más proactiva, ya que el Banco Central ha buscado activamente fomentar un ambiente apropiado para el crecimiento y desarrollo económico.Como resultado, el Banco Central introdujo un programa para la reforma financiera: el Programa para la Reforma del Sector Financiero (FSRP) en 1985. Esta iniciativa estaba dirigida a una intermediación más eficaz, a través de la promoción de las fuerzas del mercado y el fortalecimiento de su capacidad para aplicar políticas monetarias.

## Organización
El Banco de Jamaica está dirigido por un Consejo de Administración encabezado por el Gobernador del Banco de Jamaica. La Junta de Directores está compuesta por el Gobernador, que también es Presidente de la Junta, el subgobernador senior, el Secretario de finanzas y otros seis directores. Todos son nombrados por el ministro de Finanzas durante cinco años. Don Wehby, jefe de operaciones en GraceKennedy Limited y exsenador, ha llamado a la separación de los cargos de gobernador y presidente.
Brian Wynter, antiguo subgobernador, fue nombrado gobernador del Banco el 1 de diciembre de 2009.
Hasta entonces, Audrey Anderson, senior vicegobernador, está a cargo del Banco.
El gobernador anterior del Banco de Jamaica fue Derick Milton Latibeaudiere que tomó su cargo el 1 de abril de 1996 y que dimitió el 30 de octubre de 2009.